# Zwieber de Vos
Zwieber de Vos is een stiekeme vos in de tv-serie Dora the Explorer. Zwieber draagt een blauw masker en blauwe handschoenen en is de antagonist in de serie. Hij komt in vrijwel elke aflevering voor. De Nederlandse stem wordt gedaan door Jon van Eerd.
Zwieber steelt, of probeert dingen te stelen, die voor Dora van belang zijn in haar avonturen. Om de vos te weerhouden om te stelen wanneer ze hem opmerkt herhaalt Dora altijd driemaal de zin "Zwieber, niet stelen!". Meestal zegt Zwieber dan "Oh nééhéé" en gaat dan weg, maar soms lukt het de vos om objecten mee te nemen. De reactie van Zwieber is dan de voorspelbare zin "Je bent te laat". Zijn motief voor het stelen is nogal kinderlijk; eigenlijk wil hij het gestolen goed niet echt hebben en gooit het ook vaak snel weg zodat Dora het niet kan vinden. In sommige afleveringen geeft hij het gestolen goed zelf weer terug. Verder is Zwieber meester in het verdwijnen en verbergen, bijvoorbeeld gecamoufleerd in de omgeving achter bomen.
De naam Zwieber is afgeleid van zijn Engelse voornaam Swiper, een 'steler'.